# ジョヴァンニ・プント
ジョヴァンニ・プント（Giovanni Punto 本名ヤン・ヴァーツラフ・スティフ Jan Václav Stich 1746年9月28日 - 1803年2月16日）は、チェコのホルン奏者。演奏可能な音符の幅を大幅に拡大させたゲシュトップフト奏法の先駆者であった。名前はドイツ語表記のヨハン・ヴェンツェル・シュティヒ（Johann Wenzel Stich）でも知られる。

## 幼少期

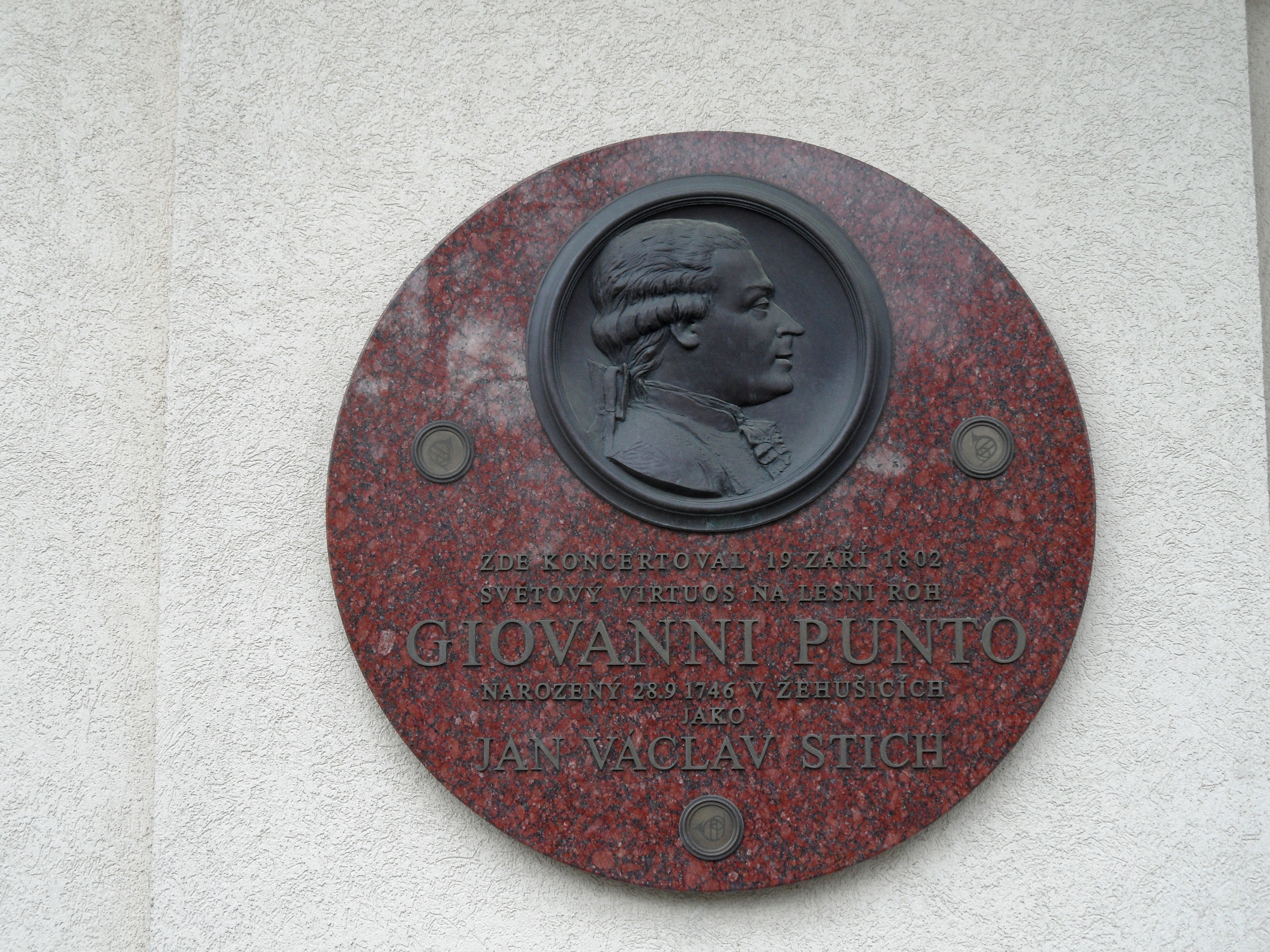
チャースラフに掲げられたプントを記念する銘板

ボヘミアのジェフシツェに生を受けた。彼の父はヨーゼフ・ヨハン・フォン・トゥーン伯爵の領地の農奴であったが、スティフは歌唱、ヴァイオリン、そしてホルンを習うことが出来た。伯爵はスティフをプラハのヨゼフ・マティーカ（Joseph Matiegka）、ミュンヘンのヤン・シンデラルツ、そしてドレスデンのアントン・ヨーゼフ・ハンペル（1763年から1764年）の下へ修行に出した。ハンペルからはじめてゲシュトップフト奏法を教わり、彼は後にこれを改良、拡大することになる。
その後、伯爵に使えるべく帰郷すると続く4年間をその地に留まった。彼は20歳になると4人の友人とともに領地から逃亡する。スティフの教育に多額の投資を行っていた伯爵は、2度とホルンが吹けないように前歯を折る命令を与え兵士を送ったが、一団を捕らえることには失敗する。スティフはイタリアへと渡り、神聖ローマ帝国に入った。

## ヨーロッパでのプント
イタリアに着くとまもなく、スティフはジョヴァンニ・プントに改名し（本名をほぼそのままイタリア語翻訳した名前である）、ホーエンツォレルン家のヨーゼフ・フリードリヒ・ヴィルヘルムのオーケストラに勤めるようになる。ここからマインツの宮廷管弦楽団に移るが、数年経ってもコンサートマスターのポストが与えられなかったために去ることになる。この後からは旅をしてソリストとして演奏するようになり、イングランドも含めたヨーロッパ各国を旅してまわった。チャールズ・バーニーは1772年のコブレンツでプントの演奏を聴いており、「ボヘミア出身の名高いフレンチホルン、その趣味と驚くべき演奏は最近ロンドンでも喝采を浴びた」と記している。
とりわけパリで精力的に活動し、1776年から1788年の間に同市で49回演奏した。しかし、ロンドンでは彼がゲシュトップフト奏法を使用することを批判する者もいた。1777年には私設オーケストラのホルン奏者を指導するためにジョージ3世の招きを受けている。
また、プントは当時一般的だったように自らの超絶技巧を誇示するために楽曲を書いた。作品からは彼が急速なアルペッジョや階段状のパッセージワークに優れた技術を有していたことが分かる。
1778年にパリでプントに出会ったモーツァルトは、後にモーツァルトは父のレオポルトに「プントは格調高く演奏した」と伝えている。プントはモーツァルトのオーボエ、クラリネット、ホルン、ファゴットと管弦楽のための協奏交響曲 K297bでホルンを吹くことになっていたが、この作品は間際になってプログラムから外されることになり、その後散逸した。同年に複数のパリの出版社の協定に加わったとみられ、これ以降の彼の作品はほぼ全てがパリで出版されている。しかし、それらはかつてはブライトコプフ・ウント・ヘルテルのカタログに記載されていた。1778年にはプントのための新しいホルン「cor solo」が製作され、彼は没するまでそれを使用した。
指揮に加えて作曲、演奏もできる常勤のポストを探し、1781年にはヴュルツブルク司教領のフランツ・ルートヴィヒ・フォン・エルタールに仕えるようになり、その後パリで後のシャルル10世の年金付きコンサートマスターに就任した。この職での成功は目覚ましく、そのおかげで1787年には休職を願い出てラインラントへ自らの馬車で旅行に赴くことができた。これは当時では相当な富の象徴だった。
1789年にパリへ戻るとThéâtre des Variétés-Amusantesの指揮者に就任し、10年間この職に留まった。1799年に離職しているが、この年に新設されたパリ音楽院の職員としての登用が叶わなかった。ミュンヘンを経由してウィーンに移りベートーヴェンに出会う。ベートーヴェンは2人での演奏のためにホルンソナタを作曲している。初演は2人の手により1800年4月18日にブルク劇場で行われ、翌月にハンガリーのペシュトでやはり両名によって再演が行われた。

## 帰郷
1801年、プントは33年越しで故郷へと戻り、5月18日にプラハの国民劇場で行われた大コンサートにて演奏した。評論家によると、プントは「協奏曲集でその並ぶもののない熟達により熱狂的な拍手を浴びた。また尊敬を集める音楽家たちは、これまであのようなホルンの演奏を聴いたことがないと口にした。」この評論家はプントの革新的な技巧についてコメントしており、「カデンツァで彼は多くな新規の効果を生み出した、2音、そして3音からなる和音を奏した」と述べ、ボヘミアが「偉大な芸術的、音楽的天才」を生み出すことが出来るという証拠がプントなのだと言葉を足している。
パリへ短い旅行へ出た後の1802年、木管楽器奏者に一般的な病気だった胸膜炎を発症した。5か月後の1803年2月16日に永眠すると、聖ニコラス教会で数千人が参列した「壮大な」葬儀が営まれた。墓前ではモーツァルトのレクイエムが演奏された。

## 影響
フランツ・ヨーゼフ・フレーリッヒは次のように書いている。「従来他のどの芸術家からも聞いたことのなかったような形でプントを際立たせていたのは、何よりも見事な演奏、上品ないで立ち、音の轟き、そして誰よりも多くの音色を生み出しつつ、それらのニュアンスが甘美で筆舌に尽くしがたく混ぜ合わされていくことである。機敏なタンギング、あらゆる形のアーティキュレーション、単一、二重の音色、また和音ですら器用にこなすが、最も重要なのは銀色に輝く愛らしいカンタービレの音色である。」
現存する作品には以下のものがある。
- 16のホルン協奏曲（9番、12番、13番、15番、16番は散逸）
- 2つのホルンのための協奏曲と103曲のホルン二重奏曲
- 47のホルン三重奏曲
- 21のホルン四重奏曲
- ホルン六重奏曲
- クラリネット協奏曲
- ホルンの日々の練習のための著作

### 仏語文献
- Joann Élart, " Circulation des quatre symphonies oeuvre VII de Johann Franz Xaver Sterkel de l'Allemagne à Rouen : un itinéraire singulier du goût musical entre 1770 et 1825 ", Studien zu den deutsch-französischen Musikbeziehungen im 18. und 19. Jahrhundert, bericht über die erste gemeinsame Jahrestagung der Gesellschaft für Musikforschung und der Société française de musicologie Saarbrücken 1999 (Hildesheim : Georg Olms Verlag, 2002), p. 266.
- Joann Élart  et Patrick Taïeb, " La Complainte du Troubadour de Pierre-Jean Garat (1762-1823) ", Les Orages, n° 2, L'imaginaire du héros (Besançon : Apocope, mai 2003), p. 137-168.
- Joann Élart, " La mobilité des musiciens et des répertoires : Punto, Garat et Rode aux concerts du Musée ", Le Musée de Bordeaux et la musique 1783-1793, éd. Patrick Taïeb, Natalie Morel-Borotra et Jean Gribenski (Rouen : PURH, 2005), p. 157.
- Joann Élart, " Les origines du concert public à Rouen à la fin de l'Ancien Régime ", Revue de musicologie, n° 93/1 (2007), p. 53-73.
- Joann Élart, Musiciens et répertoires de concert en France à la fin de l'Ancien Régime, thèse de doctorat dir. Patrick Taïeb, université de Rouen, 2005.